# Fatehpur (Fatehpur)
Fatehpur è una suddivisione dell'India, classificata come municipal board, di 151.757 abitanti, capoluogo del distretto di Fatehpur, nello stato federato dell'Uttar Pradesh. In base al numero di abitanti la città rientra nella classe I (da 100.000 persone in su).

## Geografia fisica
La città è situata a 25° 55' 60 N e 80° 47' 60 E e ha un'altitudine di 109 m s.l.m..

## Società

### Evoluzione demografica
Al censimento del 2001 la popolazione di Fatehpur assommava a 151.757 persone, delle quali 79.836 maschi e 71.921 femmine. I bambini di età inferiore o uguale ai sei anni assommavano a 21.405, dei quali 11.121 maschi e 10.284 femmine. Infine, coloro che erano in grado di saper almeno leggere e scrivere erano 94.580, dei quali 55.011 maschi e 39.569 femmine.